# Altstadt (Erfurt)

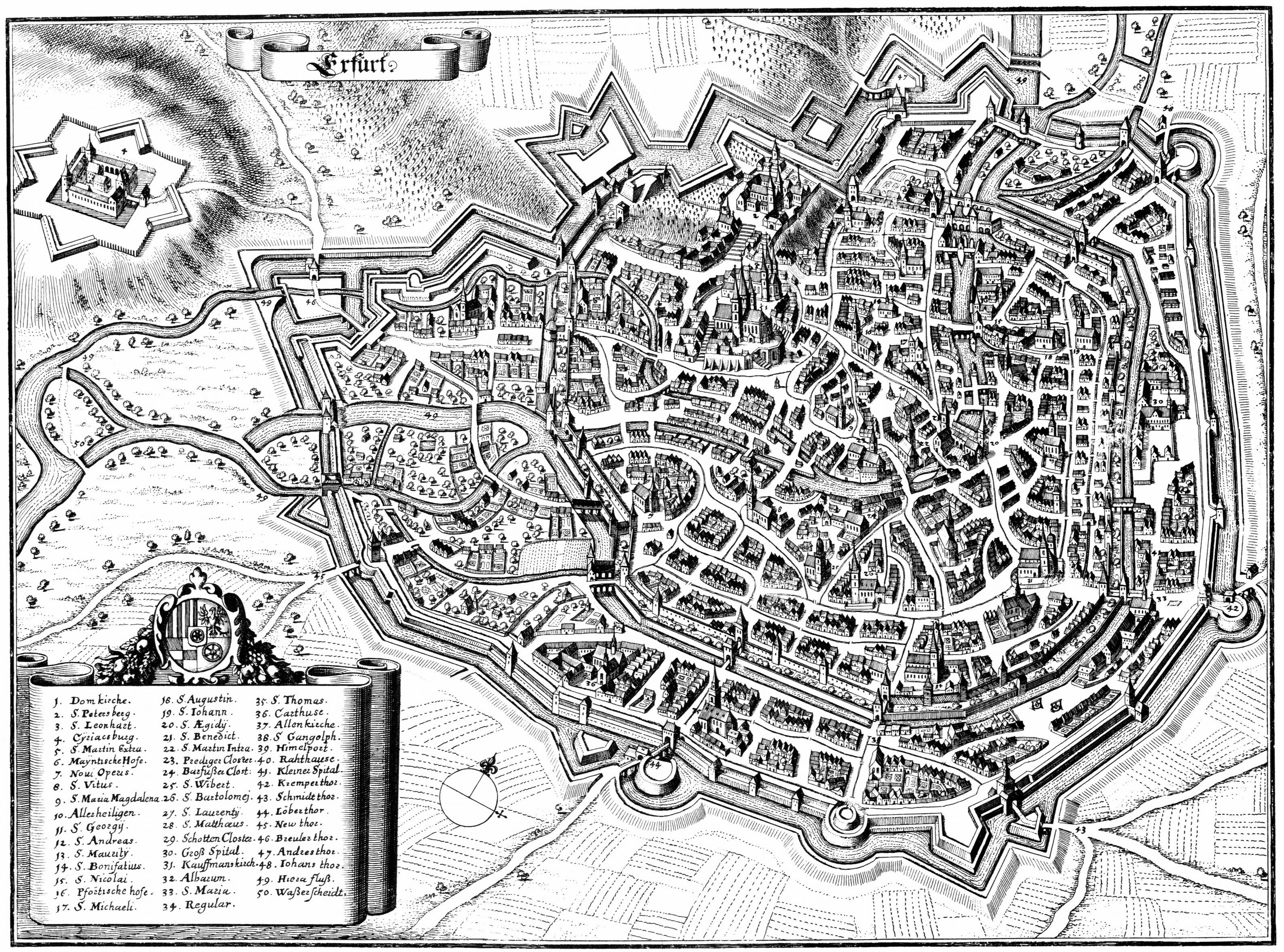
Die Altstadt 1650

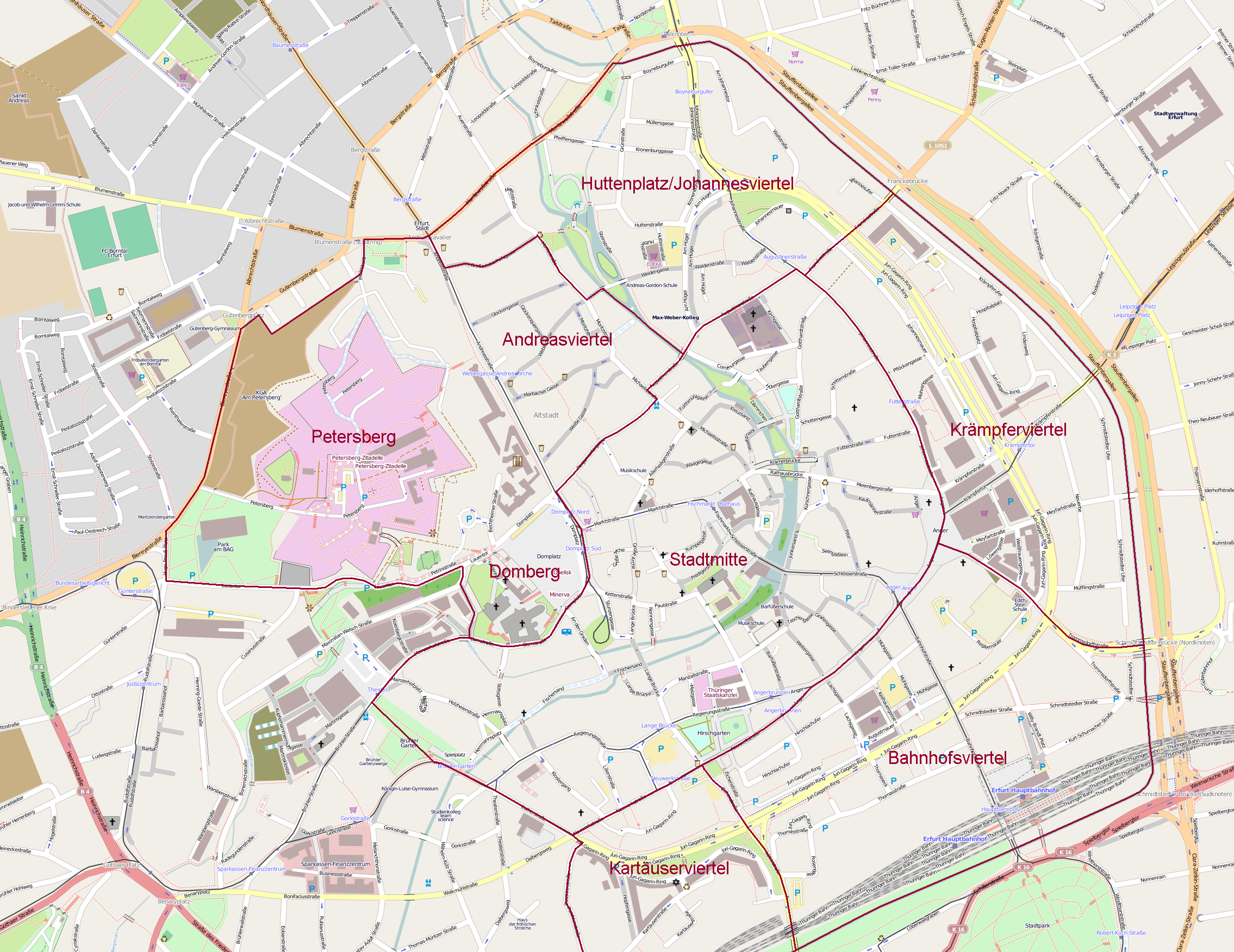
Die Viertel der Altstadt

Die Altstadt ist ein Stadtteil der thüringischen Landeshauptstadt Erfurt. Sie gehört zu den größten Altstädten in Deutschland mit im Wesentlichen intakter altstädtischer Bausubstanz.

## Gliederung und Geografie
Die Altstadt lässt sich in drei Teile gliedern. Im Zentrum liegt der frühmittelalterliche Stadtkern, der bereits 1066 von einem ersten Mauerring im Bereich des heutigen Juri-Gagarin-Rings umgeben war. Umgeben ist dieser alte Siedlungskern von einer spätmittelalterlichen Stadterweiterung nach Norden, Osten und Süden. Ab 1350 begann man auch die Stadterweiterung mit einer Stadtbefestigung zu sichern. Dieser Prozess war um 1480 abgeschlossen. Der dritte Teil ist das Brühl, die älteste Vorstadt Erfurts. Sie liegt im Südwesten der Stadt im Tal der Gera und wurde vom zweiten Mauerring mitumschlossen. Obwohl innerhalb der Stadtbefestigung gelegen, gehört das Brühl heute administrativ nicht zum Stadtteil Altstadt, sondern zur Brühlervorstadt.
Eine weitere Untergliederung der Altstadt in Viertel wurde früher vor allem anhand der Zugehörigkeit zu einem Pfarrbezirk vorgenommen, so hieß etwa der Bereich um die Andreaskirche Andreasviertel. Heute ist die Erfurter Altstadt – wie alle Stadtteile – in statistische Blockgruppen unterteilt. Diese Blockgruppen als kleinste Einheiten von jeweils etwa 1000 Einwohnern können wiederum zu folgenden Vierteln zusammengefasst werden:
| Viertel (nicht offiziell) | Blockgruppen (offiziell) | Fläche (km²) | Einwohner (2000) | Einwohner (2007) | Einwohner (2015) | Bevölkerungsdichte |
| --- | ------------------------ | ------------ | ---------------- | ---------------- | ---------------- | ------------------ |
| Andreasviertel, Petersberg, Domplatz (Moritzstraße – Pergamentergasse)                                                                                                  | 111                      | 0,56         | 1.336            | 1.477            | 1.834            | 3.275              |
| Stadtmitte (Pergamentergasse – Augustinerstraße – Anger – Neuwerkstraße – Domstraße)                                                                                    | 112 + 113 + 114          | 0,67         | 3.026            | 4.303            | 5.139            | 7.670              |
| Huttenplatz/Johannesviertel (Moritzstraße – Augustinerstraße – Franckestraße – Flutgraben)                                                                              | 121 + 122 + 123          | 0,32         | 3.328            | 3.760            | 3.912            | 12.225             |
| Krämpferviertel (Franckestraße – Johannesstraße – Anger – Trommsdorffstraße – Flutgraben)                                                                               | 124 + 125 + 133          | 0,30         | 2.950            | 3.260            | 3.607            | 12.023             |
| Bahnhofsviertel (Anger – Trommsdorffstraße – Flutgraben – Löberstraße – Neuwerkstraße)                                                                                  | 132 + 135                | 0,41         | 1.382            | 1.757            | 2.135            | 5.207              |
| Kartäuserviertel (Neuwerkstraße – Löberstraße – Flutgraben – Puschkinstraße)                                                                                            | 131 + 134                | 0,16         | 1.706            | 1.952            | 2.388            | 14.925             |
| Brühl administrativ Teil der Brühlervorstadt, nicht der Altstadt (Rudolfstraße – Lauentor – Holzheienstraße – Lutherstraße – Walkmühlstraße – Bonifaciusstraße)         | 322                      | 0,46         | 1.783            | 2.235            | 3.361            | 7.307              |
| Dalbergsweg administrativ Teil der Brühlervorstadt, nicht der Altstadt (Lutherstraße – Puschkinstraße – Bahn – Pförtchen – Thomas-Müntzer-Straße – Wilhelm-Külz-Straße) | 324                      | 0,22         | 1.328            | 1.670            | 1.891            | 8.595              |

So lebten 2015 auf der Fläche des mittelalterlichen Erfurts 24.267 Einwohner, davon 19.015 im Stadtteil Altstadt und 5.252 im Stadtteil Brühlervorstadt.
Der Verlauf der zweiten Stadtbefestigung wird heute etwa durch den Verlauf des Erfurter Stadtrings nachgezeichnet. Außerhalb angrenzende Stadtteile sind die Andreasvorstadt im Nordwesten (von Lauentor bis Johannestor), die Johannesvorstadt im Nordosten (von Johannestor bis Franckebrücke), die Krämpfervorstadt im Osten (von Franckebrücke bis Schmidtstedter Tor), Daberstedt im Südosten (von Schmidtstedter Tor bis Augusttor [Bahnhofstraße]), die Löbervorstadt (von Augusttor bis Pförtchen) und die Brühlervorstadt im Südwesten (von Pförtchen bis Lauentor).
Die Altstadt liegt im Talkessel der Gera; das Umland ist zu fast allen Seiten ansteigend. Topografisch treten in der Altstadt nur der Petersberg und der niedrigere Domberg als Erhebungen hervor. Zweiter prägender Faktor ist die Gera, die die Altstadt, in zahlreiche Arme aufgeteilt, durchfließt. Einige dieser Arme wurden später zugeschüttet, und einige sind bis heute vorhanden. Dazu zählen der Bergstrom und der Walkstrom, die sich bereits außerhalb der Altstadt trennen und im Bereich der Meister-Eckehart-Straße zum Breitstrom vereinigen. Die Wilde Gera floss früher dort, wo heute der Juri-Gagarin-Ring verläuft. Auch an die Hirschlache erinnert heute nur noch ein Straßenname. In Venedig im Norden der Altstadt zweigt vom Breitstrom die Schmale Gera ab, die nicht wieder in die Gera fließt, sondern in Werningshausen in die Gramme mündet. Als äußerer Wehrgraben diente früher der Flutgraben, der heute einen Großteil des Gerawassers am Rand der Altstadt entlangleitet.

## Viertel

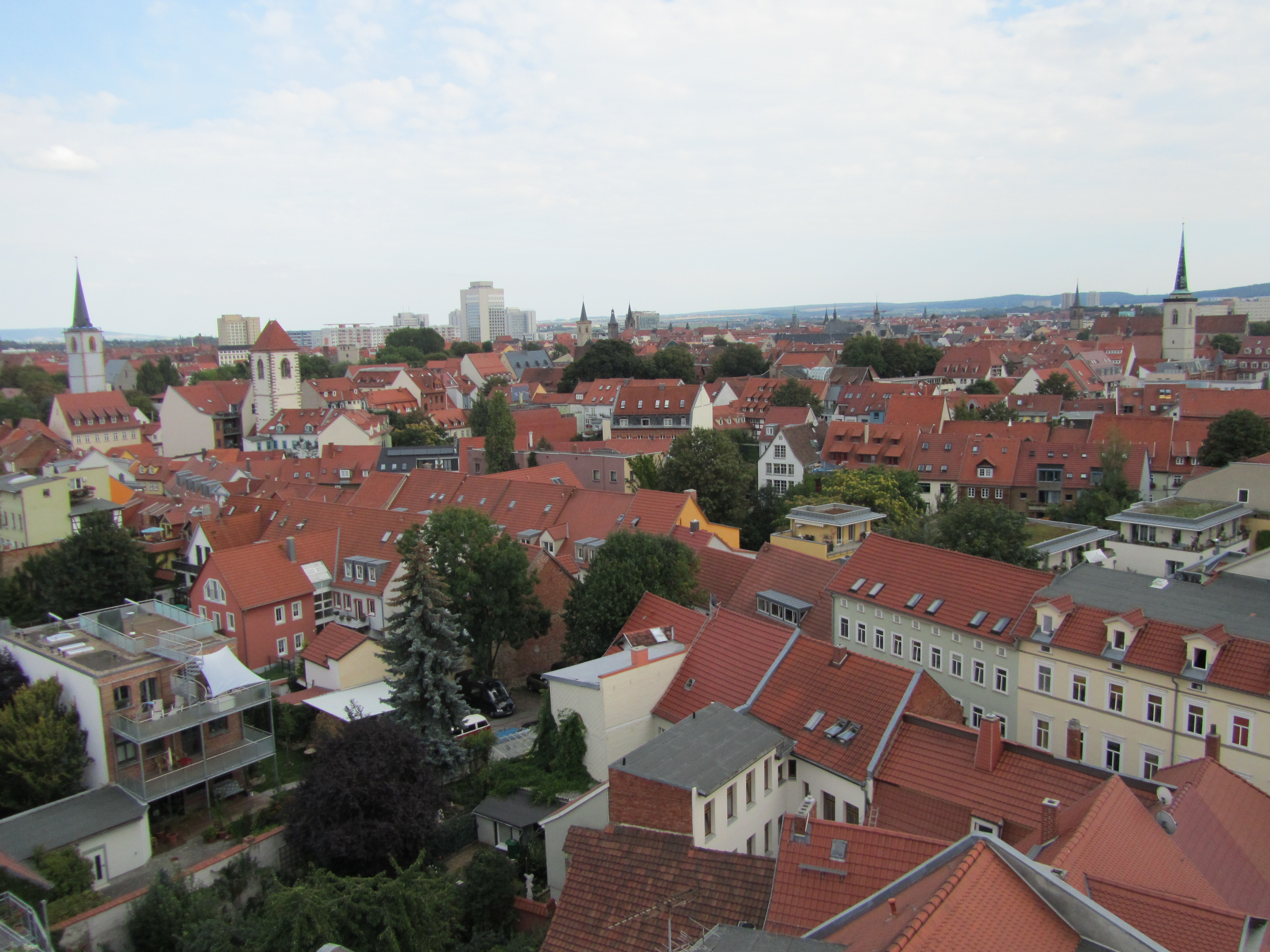
Blick über die Altstadt mit ihren Türmen vom Turm der Andreaskirche aus

### Andreasviertel
Das Andreasviertel liegt nördlich des Domplatzes zwischen der Andreasstraße und der Gera. Es ist durch kleinteilige Bebauung mit frühneuzeitlichen Wohnhäusern geprägt und war im 20. Jahrhundert wiederholt Schauplatz heftiger politischer Auseinandersetzungen um Städtebaumaßnahmen.

### Domberg und Petersberg
Die beiden Hügel stellen eine Keimzelle der Stadtentwicklung dar. Auf dem Domberg befinden sich der Erfurter Dom und die Severikirche. Nördlich des Dombergs liegt, durch die Lauentor-Straße getrennt, der Petersberg. Dort befand sich zunächst ein bedeutendes Kloster, bevor im 17. Jahrhundert die noch heute vorhandene Zitadelle Petersberg entstand. Sie nimmt einen erheblichen Teil der Altstadt ein, weshalb ihre Erschließung und Instandsetzung, mit der 1990 begonnen wurde, noch immer andauert. Zur Bundesgartenschau 2021 in Erfurt war der Petersberg eine der Kernflächen sein und diente der Präsentation des Freistaats Thüringen, der Eigentümer des Areals ist.

### Stadtmitte
Die Stadtmitte stellt heute den Kern der erhaltenen Altstadt dar. Sie ist zum überwiegenden Teil durch mittelalterliche und frühneuzeitliche Bebauung geprägt. Lediglich entlang der Hauptgeschäftsstraßen dominiert Architektur des 19. und 20. Jahrhunderts. Im Bereich des Rathauses und des dahinter gelegenen Gera-Übergangs befand sich ein zweiter Ausgangspunkt der Stadtentwicklung Erfurts. Blieb dieser Teil der Stadt zu DDR-Zeiten von großen Eingriffen verschont, kam es seit 1990 wieder zu einer verstärkten Bautätigkeit. Neben neuen Kaufhäusern entstanden auch zahlreiche neue Wohnhäuser auf vorherigen Brachflächen, Hinterhöfen und Gärten oder nach dem Abriss von nicht mehr zu erhaltenen Häusern, die sich allerdings durch entsprechende Auflagen ins Stadtbild einpassen. Gleichwohl gab man in Erfurt moderner Architektur den Vorzug vor historisierenden Bauformen. Insgesamt stiegen Bebauungsdichte und Einwohnerzahl zuletzt stark an. Aus urbanistischer Sicht bedeutsam ist das Quartier zwischen Allerheiligenkirche, Michaeliskirche und Benediktsplatz, da es über etwa 800 Jahre von Stadtbränden und flächendeckender Zerstörung weitgehend verschont blieb und somit eine „steinerne Chronik“ von besonderem Wert darstellt.

### Huttenplatz/Johannesviertel
Der Bereich im nördlichen Teil der Altstadt ist durch eine nahezu reine Wohnnutzung geprägt. Historisch befand sich hier die Johannesvorstadt, ein dünn bebautes Gebiet mit kleinen Häusern. Nach der Beseitigung der Stadtbefestigung ist der Begriff Johannesvorstadt auf einen weiter außerhalb gelegenen Stadtteil übergegangen. Im 19. und frühen 20. Jahrhundert wurde das Johannesviertel zu großen Teilen neu bebaut, diente aber weiterhin vor allem als Wohnviertel. Ein letzter großer Eingriff fand in den 1980er-Jahren statt. Damals wurden weite Teile des südlichen und westlichen Johannesviertels abgerissen und durch Wohnbauten in Plattenbauweise ersetzt – eine Maßnahme, die damals zur Steigerung des Wohnkomforts und einer Vergrößerung des Wohnraums führte. Dieser Umbau wurde in „altstadtgerechter“ Bauweise, also viergeschossig und mit Schrägdach, durchgeführt, wofür man 1983/85 in der Johannesstraße Musterbauten errichtet hatte.

### Krämpferviertel
Das Krämpferviertel im östlichen Teil der Altstadt war lange Zeit durch verschiedene Nutzungsarten geprägt. So befand sich hier seit 1385 das Große Hospital Erfurts. Auch Wohnen, Gewerbe und Gärten waren vorhanden. Ebenso wie das nördlich gelegene Johannesviertel wurde auch das Krämpferviertel im späten 19. Jahrhundert dicht mit Wohnhäusern bebaut, wobei im westlichen Teil noch ältere Bebauung vorherrschte. In den 1960er-Jahren wurde diese im Zug des Ausbaus des Juri-Gagarin-Rings abgerissen und durch Hochhäuser in Plattenbauweise ersetzt. Dieser radikale Eingriff in die Stadtstruktur prägt das Erscheinungsbild des Viertels bis heute.

### Bahnhofsviertel
Das Bahnhofsviertel im Südosten der Altstadt ist stärker als die anderen Viertel durch eine Mischnutzung von Wohnen und Gewerbe geprägt. Im nördlichen Teil und entlang der Bahnhofstraße finden sich viele große Geschäftshäuser aus dem späten 19. und frühen 20. Jahrhundert, auch danach wurden gelegentlich noch Bauten ergänzt. Im Bereich der Schmidtstedter Straße fand diese Überbauung nicht statt, sodass dort Gebäude des späten 18. und frühen 19. Jahrhunderts dominieren, wobei der Anteil unsanierter Gebäude vergleichsweise hoch ist. Nach 1990 bildete sich hier ein Schwerpunkt der Einwanderung aus Südosteuropa und dem Nahen Osten, sodass es dort viele Geschäfte gibt, die entsprechende Produkte anbieten. Im westlichen Teil des Bahnhofsviertels entstanden in den 1970er- und 1980er-Jahren nach dem Abriss älterer Bebauung wiederum Plattenbau-Wohnblocks entlang des Juri-Gagarin-Rings, die am Thomaseck und dem Forum nach der Wiedervereinigung um Geschäftsbauten ergänzt wurden.

#### ICE-City West (Bereich Thomasstraße)
An der Thomasstraße im Süden des Bahnhofsviertels befinden sich vormals industriell genutzte Flächen, die brach liegen. Um das Potential dieser innerstädtischen Flächen zu erschließen, kaufte sie die Krieger-Gruppe (Kurt Krieger/Möbel-Höffner) 2009. Bis zur Eröffnung der ICE-Strecken nach Berlin und nach München am Hauptbahnhof sollte das Gelände erschlossen und genutzt sein. Da der Investor und die Stadtverwaltung unterschiedliche Auffassungen zur Entwicklung des Bereichs an der Thomasstraße haben, ruhen die Planungen wieder. Die Krieger-Gruppe möchte das Areal nun nur entwickeln, wenn sie im Gegenzug das am Stadtrand gelegene Einkaufszentrum Thüringen-Park um 50 bis 100 % vergrößern darf. Dies wird durch die Stadtverwaltung jedoch abgelehnt, um negative Folgen für den Einzelhandel in der Innenstadt zu vermeiden. Auch an der Thomasstraße soll kein neues Einkaufszentrum und kein weiteres Möbelhaus entstehen, da der Bedarf Erfurts weitgehend gesättigt ist, Kaufkraft durch Verdrängungswettbewerb von bestehendem Einzelhandel abgezogen würde und Handelseinrichtungen ein erhebliches neues Verkehrsaufkommen im Bereich Löberstraße/Juri-Gagarin-Ring produzierten. In Übereinstimmung zum 2009 verabschiedeten Einzelhandels- und Zentrenkonzept der Stadtverwaltung wird es keinen Einzelhandel in großem Stil auf den Flächen an der Thomasstraße geben. Favorisiert wird durch die Stadtverwaltung stattdessen eine Mischnutzung aus Wohnen und Gewerbe (etwa Dienstleistungen, Büros, Kongresszentrum, Hotels oder ähnliches). Nach einem Bericht der Thüringer Allgemeinen vom 12. Oktober 2012 bereitet das Dezernat Stadtentwicklung eine Klage gegen die Krieger-Gruppe vor, um zu einer Enteignung zu kommen und die Entwicklung der Flächen an der Thomasstraße selbst in die Hände zu nehmen. 2013 wurde entschieden, die Entwicklung der ICE-City West an der Thomasstraße nicht weiter zu verfolgen, stattdessen konzentrieren sich Stadtverwaltung und Landesentwicklung nun ausschließlich auf die Flächen östlich des Hauptbahnhofs.

#### ICE-City Ost (Bereich Kurt-Schumacher-Straße)
Im Sommer 2012 führte die Stadtverwaltung einen städtebaulichen Wettbewerb zur Entwicklung einer „ICE-City“ mit Geschäftshäusern durch, die nun auf den Flächen östlich des Hauptbahnhofs anstelle von jenen an der Thomasstraße entstehen soll, da sich die Entwicklung an der Thomasstraße noch auf unbestimmte Zeit verzögern wird und die Eröffnung des ICE-Knotens 2017 näher rückt. Der Komplex wird das Gebiet zwischen dem InterCity-Hotel und der Stauffenbergallee umfassen sowie östlich über die Stauffenbergallee hinaus bis auf die Flächen des ehemaligen Güterbahnhofs in der Krämpfervorstadt reichen. Die meisten eingegangenen Entwürfe von Architekturbüros sehen den Bau von ein oder zwei Bürotürmen rechts und links der Stauffenbergallee im Bereich der Bahnbrücke als städtebauliche Akzentuierung vor. Im Herbst 2012 stellten auch Architekturstudenten der Fachhochschule Erfurt ihre Entwürfe für das Bahnhofsviertel vor.
Im März 2014 fasste der Erfurter Stadtrat einen Beschluss, die Thüringer Landesentwicklungsgesellschaft mit dem Projekt ICE-City Ost zu betrauen. Die LEG soll die betreffenden Flächen für die Stadt ankaufen, entwickeln und vermarkten. Die Zukunft des westlichen Teils blieb indes weiter offen.

### Kartäuserviertel
Das Kartäuserviertel im Süden der Altstadt war lange durch die Anlagen des Kartäuserklosters geprägt. Im 19. Jahrhundert entstand der größte Teil der heutigen Bebauung mit Wohnhäusern, die zu DDR-Zeiten um zwei Großwohnblocks am Löbertor ergänzt wurde.

## Geschichte

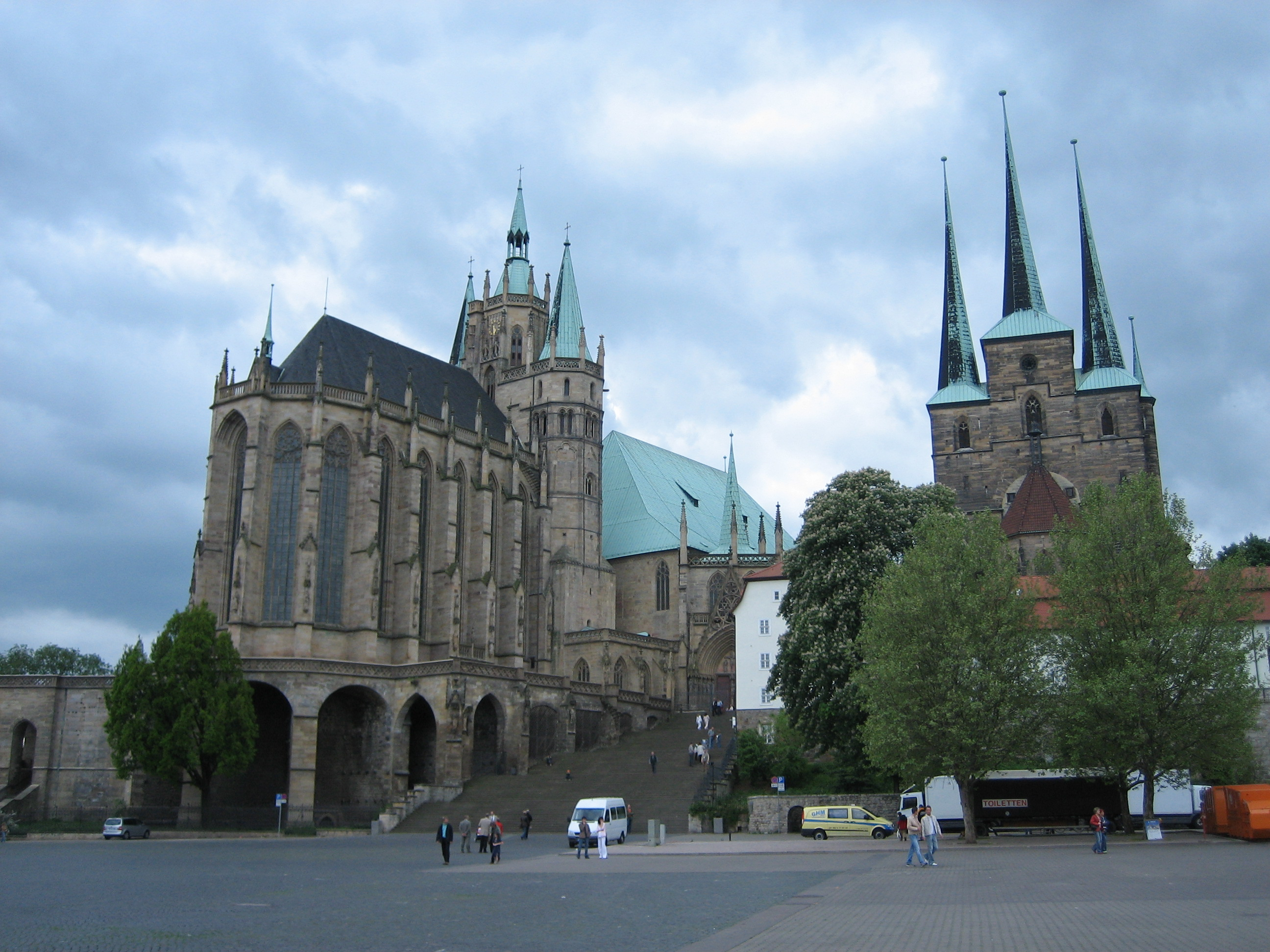
Dom und Severikirche

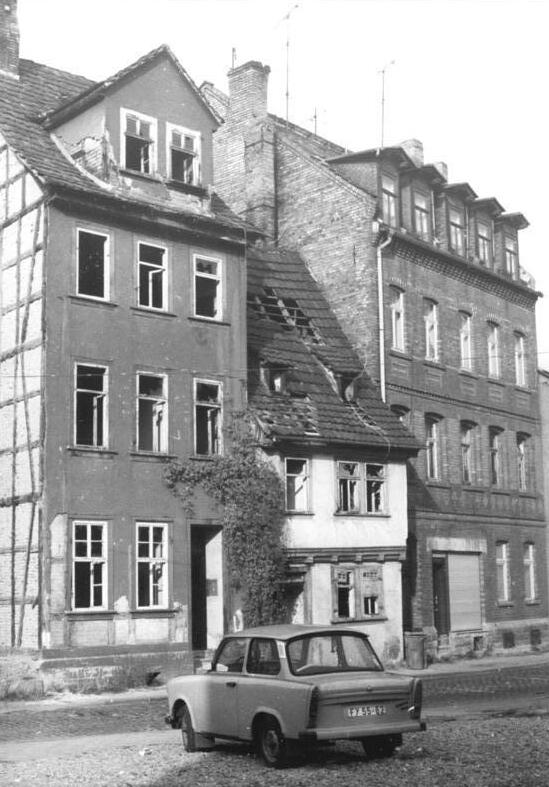
1989 im Andreasviertel

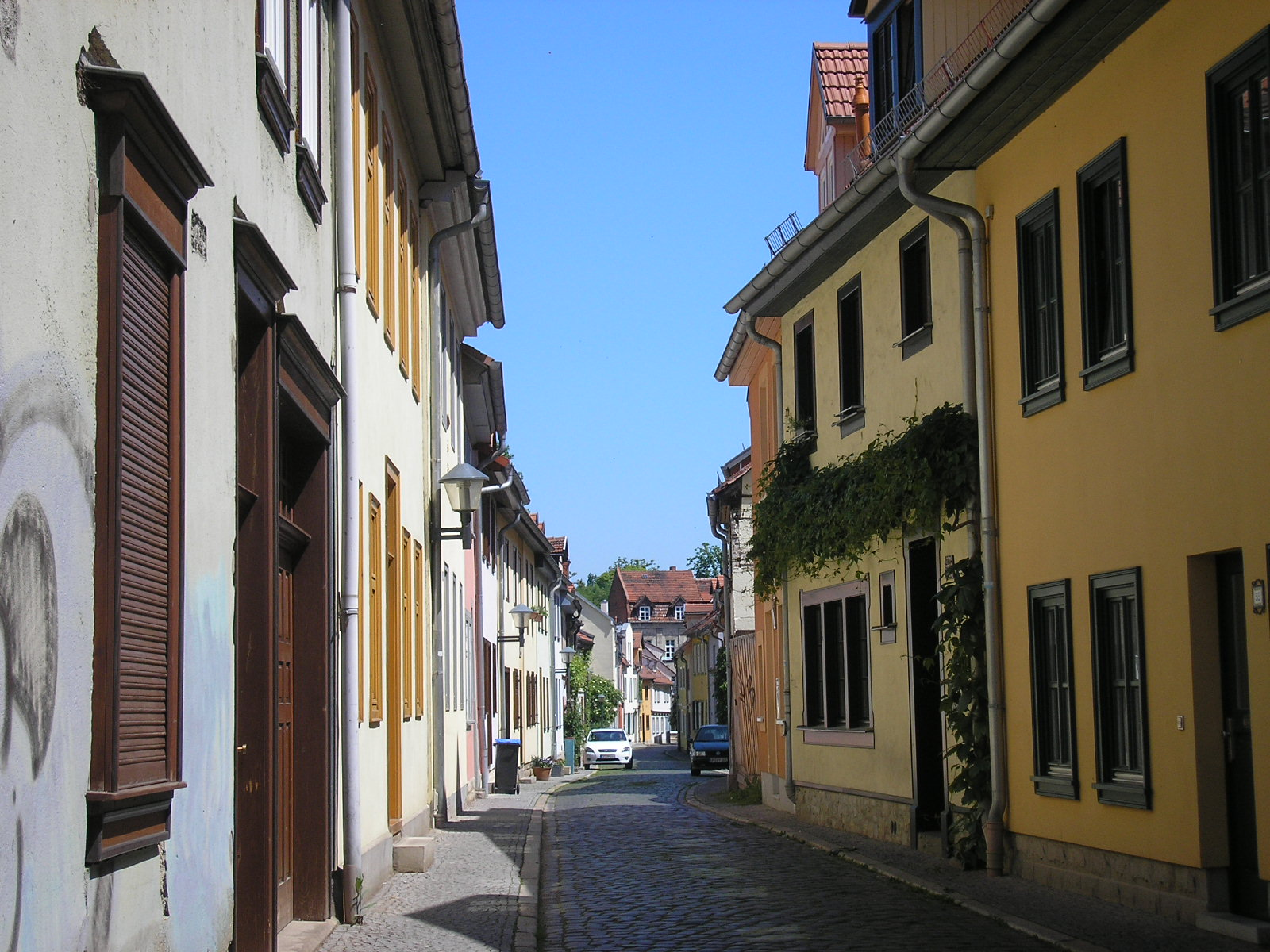
2009 im Andreasviertel (Glockengasse)

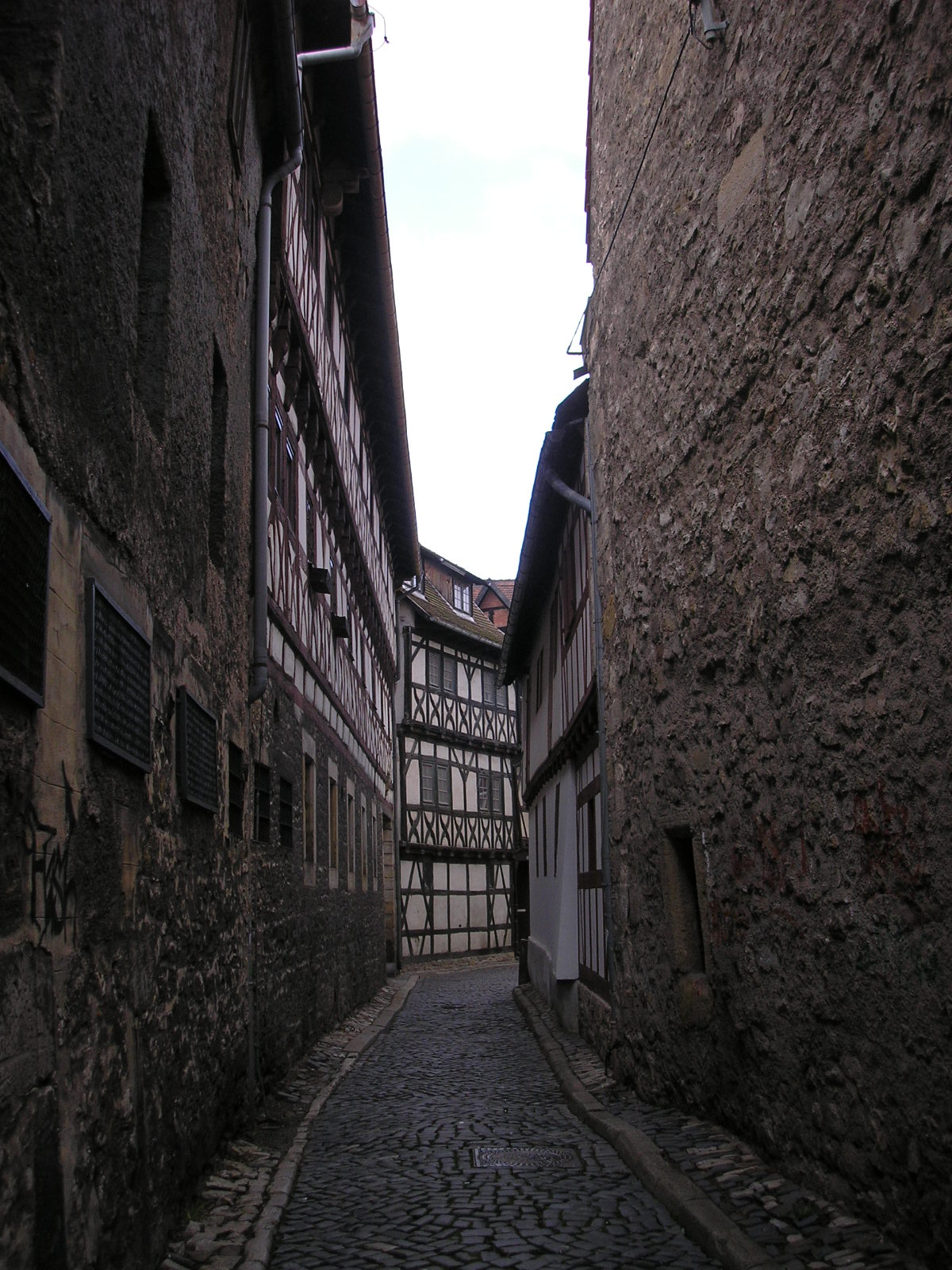
Enge Gassen wie die Waagegasse prägen das Bild der Altstadt

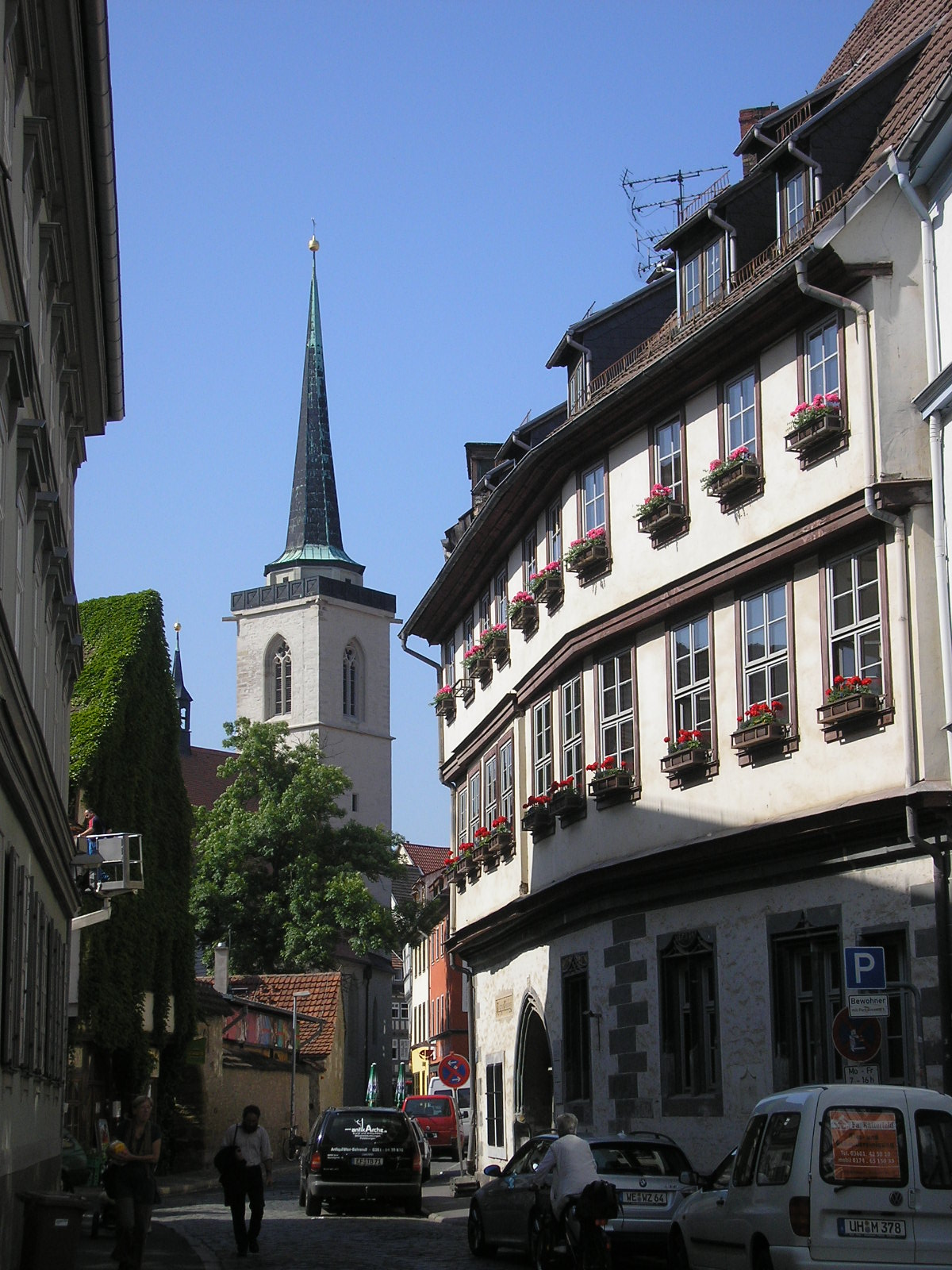
In der Allerheiligenstraße

Der älteste Siedlungskern Erfurts liegt im Bereich des Fischmarkts im Herzen der Altstadt. Archäologische Befunde belegen dort bereits ab dem 6. Jahrhundert eine rege Siedlungstätigkeit. 742 wurde Erfurt erstmals urkundlich erwähnt und das Bistum Erfurt durch Bonifatius begründet. Über die folgenden Jahrhunderte entwickelte sich Erfurt zum wichtigen Handelsplatz zwischen Franken im Westen und Slawen im Osten. Als sich das Heilige Römische Reich im Mittelalter immer weiter nach Osten ausdehnte, erlangte Erfurt eine zentrale Lage im Land, die den Handel weiter förderte. So entwickelte sich die Stadt bis zum 15. Jahrhundert zur mittelalterlichen Großstadt und zur größten Stadt zwischen Köln im Westen, Nürnberg im Süden und Magdeburg im Norden. Die mittelalterliche Stadt wurde zudem durch die Präsenz zahlreicher Orden, die Klöster in der Stadt unterhielten, geprägt. Ab 1500 führte eine Reihe von Veränderungen zum langsamen Bedeutungsverlust der Stadt. Der Handel mit dem einst gewinnbringenden Färberwaid versiegte, da mehr und mehr die deutlich günstigere Indigopflanze aus Ostindien importiert wurde. Damit versiegte auch die Quelle des Erfurter Reichtums, was wiederum zu einer größeren Abhängigkeit vom Landesherren, dem Kurmainzer Erzbischof, führte. Außerdem führte die Reformation immer wieder zu Spannungen zwischen evangelischer Stadtbevölkerung und katholischem Landesherr. Zudem sorgte die isolierte Lage als Exklave von Kurmainz inmitten wettinisch-sächsischer Territorien für Konflikte. Dennoch blieb die Stadt die bedeutendste im Thüringer Raum, wenngleich der Aufstieg neuer Städte wie Leipzig und Frankfurt am Main zusätzliche Konkurrenz für Erfurt bedeutete. Militärisch blieb die Stadt für den Erzbischof von Mainz wichtig, weshalb die Zitadelle Petersberg zur Barockzeit einen starken Ausbau erfuhr.
1803 wurde Erfurt im Rahmen des Reichsdeputationshauptschlusses Teil Preußens. Die Preußen betrachteten Erfurt vor allem als Festungsstadt zwischen Frankreich und ihren brandenburgischen Kernlanden. So wurde das Festungsstatut der Stadt erst nach dem Deutsch-Französischen Krieg von 1871 im Jahr 1873 aufgehoben. Damit fiel auch das Bebauungsverbot innerhalb der Bannmeile vor der Stadtbefestigung weg. Im Folgenden konnte die Stadt endlich nach außen wachsen. Die alten Befestigungsanlagen sah man im 19. Jahrhundert vor allem als überkommenes Verkehrshindernis, weshalb man sie nahezu restlos abtrug. Im 19. Jahrhundert wuchs die Bevölkerungszahl innerhalb der Stadtmauern von etwa 20.000 auf etwa 40.000 an; erst nach 1873 ging sie wieder zurück.
Nach der deutschen Reichsgründung 1871 setzte in der Altstadt ein Bauboom ein. Besonders entlang der Hauptstraßen riss man die alte Bebauung ab und ersetzte sie durch repräsentative Gründerzeithäuser. Diese sind heute vor allem am Anger und in der Schlösserstraße zu sehen. Eine weitere einschneidende städtebauliche Veränderung war die Anlage der Ringstraße zwischen 1898 und 1903. Damals wurde die Wilde Gera zugeschüttet und eine den damaligen Verkehrsbedürfnissen angepasste Ringstraße angelegt. Am Ring entstanden vor allem während der Weimarer Republik neue Geschäftsbauten im zeitgenössischen Stil. Auch die Verkehrsrevolution veränderte das Bild der Altstadt. So entstand 1847 im Süden der Hauptbahnhof und auf vielen Straßen fuhr seit 1883 die Straßenbahn.
Der Zweite Weltkrieg brachte auch der Altstadt empfindliche Zerstörungen. Zahlreiche Wohnquartiere wurden durch 27 Luftangriffe und im April 1945 durch Artilleriebeschuss in Mitleidenschaft gezogen. Das betraf besonders: die Kreuzgasse, Gotthardtstraße, Horngasse, Michaelisstraße, Hügelgasse, Pergamentergasse, Rathausgasse, Comthurgasse, Marbacher Gasse, Barfüßerstraße, Augustinerstraße, Futterstraße, Pilse, Große Ackerhofsgasse, Huttenplatz und das Venedig. Das größte zusammenhängende Wohnquartier, das durch mehrere Angriffe zerbombt wurde, lag zwischen Thomasstraße, Großer Engengasse, Löberring, Gartenstraße und Löberstraße. Viele Gebäude konnten nach dem Krieg wieder instand gesetzt und erhalten werden. Obgleich einige Straßenzüge in ihrer ursprünglichen Geschlossenheit nicht mehr existieren, blieb doch der mittelalterliche Charakter der Erfurter Altstadt im Wesentlichen erhalten. Als Mahnmal gegen Krieg und Zerstörung existiert die Ruine der 1944 zerstörten Barfüßerkirche.
Zu größeren Veränderungen kam es erst wieder gegen Ende der 1960er-Jahre, als das DDR-Regime ein Wohnungsbauprogramm umzusetzen begann. Im Zuge dessen wurden große Teile des alten Krämpferviertels und später auch des Löberviertels abgerissen und entlang des Juri-Gagarin-Rings, der als Magistrale fungierte, Wohnhochhäuser errichtet. In den 1980er-Jahren wurde dann auch im Bereich des Johannesviertels mit Flächenabriss begonnen. Dort wurden allerdings niedrigere Plattenbauten, die sich besser ins Stadtbild einpassen sollen, errichtet. Geplant war, in den 1990er-Jahren auch das Andreasviertel abzureißen, was jedoch durch die Wende verhindert wurde.
Nach der Wiedervereinigung begann die grundhafte Sanierung der teils maroden Bausubstanz. Zudem wurde mit der Bebauung vorhandener Brachflächen nach Kriegszerstörungen und Abrissen zur DDR-Zeit begonnen. So steigt die Bebauungs- und Bevölkerungsdichte der Altstadt seit den 1990er-Jahren erstmals seit 1873 wieder langsam an. Heute wechseln sich in der Altstadt sanierte und unsanierte Bauten ab, vereinzelt sind auch noch Brachflächen vorhanden, besonders in den äußeren Altstadtvierteln.

## Wirtschaft
Traditionell übernimmt die Altstadt die Funktion des Stadtzentrums für Erfurt. So sind hier neben der öffentlichen Verwaltung (etwa Rathaus am Fischmarkt oder Thüringer Staatskanzlei in der Kurmainzischen Statthalterei) auch Handel und Tourismus stark vertreten. Die Haupteinkaufsstraßen mit weitgehend filialisiertem Einzelhandel sind der Anger mit dem Einkaufszentrum Anger 1 und die südliche Schlösserstraße sowie die Bahnhofstraße. Inhabergeführter Einzelhandel dominiert hingegen in der nördlichen Schlösserstraße, in der Marktstraße, teilweise am westlichen Anger sowie auf der Langen Brücke (dort für Bedarfe im gehobenen Preissegment) und auf der Krämerbrücke (dort weitgehend Kunsthandwerk und Touristenbedarfe). Etwa nach 2005 begann sich auch der (inhabergeführte) Einzelhandel in den nördlichen Straßen der Altstadt etwas zu beleben, nachdem hier die Straßen- und Gebäudesanierungen fortschritten. Dies gilt besonders für die Johannesstraße sowie teilweise für die Pergamentergasse und für die Michaelisstraße. Die geringeren Ladenmieten in diesem Bereich erlauben auch Existenzgründern und Kreativen, für die das traditionelle Einzelhandelszentrum zu teuer ist, das Eröffnen von Geschäften.
Mit dem Wachstum des Tourismussektors nach 2000 bildete sich auch ein sehr umfangreiches gastronomisches Angebot in den Straßen der Altstadt heraus. Hauptschwerpunkt ist der Bereich zwischen Fischmarkt, Benediktsplatz, Wenigemarkt und Michaelisstraße. Der Wenigemarkt ist besonders von Straßencafés geprägt, während sich das nächtliche Geschehen eher in der Michaelisstraße mit hoher Dichte an Bars abspielt. Der Bereich zwischen Fischmarkt und Benediktsplatz ist ganztägig hoch genutzt. Ein weiteres Zentrum der Gastronomie ist die Südostseite des Domplatzes mit zahlreichen Cafés und Restaurants.

## Straßen, Plätze und Verkehr
Die vier wichtigsten Plätze der Altstadt sind der Domplatz im Westen (mit 35.000 m² größter umbauter Marktplatz Deutschlands), der Fischmarkt am Rathaus in der Mitte, der Anger als Geschäftszentrum und Verkehrsknoten im Osten und der Willy-Brandt-Platz vor dem Hauptbahnhof im Süden. Sie werden durch die Fußgängerzone verbunden. Sie besteht aus der Marktstraße zwischen Domplatz und Fischmarkt, der Schlösserstraße zwischen Fischmarkt und Anger und der Bahnhofstraße zwischen Anger und Willy-Brandt-Platz. Ergänzt wird das Straßennetz durch die Hauptstraßen zwischen den innerstädtischen Plätzen und den ehemaligen Stadttoren. Die Andreasstraße führt vom Domplatz nach Norden zum Andreastor, die Michaelisstraße/Moritzstraße vom Fischmarkt zum Moritztor im Norden, die Johannesstraße vom Anger zum Johannestor im Norden, die Krämpferstraße vom Anger zum Krämpfertor im Osten, die Löberstraße vom Anger zum Löbertor nach Süden und die Brühler Straße vom Domplatz nach Südwesten zum Brühlertor. Verbunden werden einige dieser Hauptstraßen durch den Juri-Gagarin-Ring, der den Stadtkern im Süden und Osten umgibt und Hauptverkehrsstraße ist.
Im Juni 2012 wurde der Verkehrsentwicklungsplan Erfurt: Teil Innenstadt – mit Wirtschaftsverkehr vom Stadtrat beschlossen und im November 2012 vorgelegt. Kern des Planes ist die schrittweise Errichtung einer so genannten Begegnungszone im Kern der Altstadt. Damit soll eine weitestgehende Verkehrsberuhigung in der Innenstadt erreicht, die Wohnqualität erhöht und Fußgängern besonderer Vorrang eingeräumt werden. Bislang wurden verschiedene Konzepte erarbeitet, konkrete Maßnahme sind bislang die Sperrung der Meister-Eckehart-Straße für den Durchgangsverkehr und zeitliche und räumliche Einschränkungen für den innerstädtischen Wirtschaftsverkehr.

## Bauwerke
In der Altstadt konzentrieren sich fast alle Erfurter Sehenswürdigkeiten. Neben etwa 20 meist gotischen Kirchen und Klöstern (siehe: Liste der Kirchen in Erfurt) existieren zahlreiche Bürger- und Handelshäuser aus der Zeit zwischen 15. und 19. Jahrhundert. Besonders bekannt sind der Erfurter Dom, die Krämerbrücke, die Zitadelle Petersberg und das Rathaus.

## Einwohnerentwicklung
Daten der Stadtverwaltung Erfurt, jeweils zum 31. Dezember.
| Jahr | Einwohnerzahl | Entwicklung (1990 = 100 %) | Entwicklung Erfurt (1990 = 100 %) |
| ---- | ------------- | -------------------------- | --------------------------------- |
| 1990 | 16.688        | 100,0                      | 100,0                             |
| 1995 | 14.003        | 83,9                       | 93,4                              |
| 1996 | 13.644        | 81,8                       | 91,9                              |
| 1997 | 13.634        | 81,7                       | 90,6                              |
| 1998 | 13.289        | 79,6                       | 89,3                              |
| 1999 | 13.341        | 80,0                       | 88,0                              |
| 2000 | 13.728        | 82,3                       | 87,6                              |
| 2001 | 14.321        | 85,8                       | 87,4                              |
| 2002 | 14.814        | 88,8                       | 87,2                              |
| 2003 | 15.413        | 92,4                       | 88,0                              |
| 2004 | 15.719        | 94,2                       | 88,4                              |
| 2005 | 16.112        | 96,5                       | 88,5                              |
| 2006 | 16.166        | 96,9                       | 88,4                              |
| 2007 | 16.509        | 98,9                       | 88,5                              |
| 2008 | 16.870        | 101,1                      | 88,5                              |
| 2009 | 17.206        | 103,1                      | 88,8                              |
| 2010 | 17.505        | 104,9                      | 89,2                              |
| 2011 | 17.681        | 106,0                      | 89,8                              |
| 2012 | 17.980        | 107,7                      | 90,4                              |
| 2013 | 18.228        | 109,2                      | 91,1                              |
| 2014 | 18.591        | 111,4                      | 91,7                              |
| 2015 | 19.015        | 113,9                      | 93,3                              |
| 2016 | 19.171        | 114,9                      | 93,9                              |

## Wahlen
| Partei          | Stadtrat 2009 | Landtag 2009 | Bundestag 2013 | Europa 2009 |
| --------------- | ------------- | ------------ | -------------- | ----------- |
| Wahlbeteiligung | 37,8          | 43,4         | 50,1           | 38,0        |
| CDU             | 22,6          | 26,9         | 32,8           | 23,9        |
| Die Linke       | 17,5          | 24,0         | 21,3           | 21,1        |
| SPD             | 30,2          | 17,6         | 17,2           | 17,6        |
| Grüne           | 15,1          | 16,9         | 11,6           | 16,5        |
| FDP             | 5,8           | 7,9          | 3,1            | 7,8         |